# Aldrig Mere Krig
Aldrig Mere Krig er en dansk forening for pacifister, startet 17. oktober 1926 i Helsingør, der søger fredelige/ikke-voldelige løsninger på konflikter. Foreningen havde i midten af 1930'erne 50 lokalafdelinger og omkring 3.700 medlemmer.
Aldrig mere Krig blev overvåget af Politiets  Efterretningstjeneste under den kolde krig. 
Aldrig Mere Krig er en dansk afdeling af Krigsmodstandernes Internationale Forbund, War Resisters' International med hovedkvarter i London.
De første demonstrationer I Danmark mod atomvåben af arrangeredes organisationen Aldrig Mere Krig i forbindelse med losningen af NIKE og HONEST JOHN-raketter på Aarhus Havn i august 1959 og januar 1960., Hvilket var startet på Kampagnen mod Atomvåben i Danmark, som medarrangør var Carl Scharnberg, Halfdan Rasmussen og Erik Knudsen.